# فرآواز
فاطمه ساربانها (زاده ۱۳۶۹) که به نام هنری فرآواز فرودینی شناخته می‌شود، خواننده و ترانه‌سرای سبک کلاسیک، پاپ، فولک، راک، ار اند بی، جز و بلوز اهل ایران است. او پس از بازداشت به‌خاطر آوازخوانی در ایران مجبور به ترک ایران شد و اکنون در آلمان ساکن است.

## ورود به عرصه موسیقی
او یادگیری موسیقی را از ۱۲ سالگی با نواختن گیتار آغاز کرد و سپس نواختن سازهای دیگر مانند پیانو، هارمونیکا، نی‌انبان را ادامه داد. او آواز را نزد موسیقی‌دانانی چون سارا نائینی، هاسمیک کاراپتیان، و اسفندیار قره‌باغی در سبکهای کلاسیک، پاپ، فولک، راک، ار اند بی، جز و بلوز فرا گرفت.
اولین حضور حرفه‌ای فرآواز به همراه امیر بیداد در کنسرتی در برج آزادی بوده‌است.

## فعالیت هنری و اجتماعی
فرآواز فروردین با همخوانی در تئاتر، همخوانی در کنسرت و آوازخوانی فعالیت‌های هنری خود را آغاز کرد. حضور در تئاترهای روایت ناتمام یک فصل معلق هومن سیدی، مثل آب برای شکلات ابراهیم پشت کوهی و همکاری با گروه دال از فعالیت‌های او در زمینه خوانندگی و آوازخوانی است.

### بازداشت و تشکیل پرونده قضایی
در تابستان ۱۳۹۵ در دادسرای فرهنگ و رسانه تهران بازپرس بیژن قاسم‌زاده برای فرآواز فروردین به‌همراه ۱۵ زن و مرد فعال در عرصه موسیقی به اتهام «ارتکاب فعل حرام، اعمال منافی عفت از طریق شرکت در مجالس لهو و لعب و مشارکت در تولید موسیقی و پخش تصاویر مبتذل و پخش این تصاویر از شبکه‌های معاند» پرونده قضایی تشکل داد. و وی به همین اتهام بازداشت شد. این پرونده در شعبه ۲۸ دادگاه انقلاب به ریاست قاضی محمد مقیسه رسیدگی و هر کدام از متهمان به اتهام «فعالیت غیرمجاز در امور سمعی و بصری و مشارکت در ساخت آثار موسیقی و تصاویر مبتذل و انتشار آن از طریق شبکه‌های ماهواره‌ای ضد نظام» به یک سال حبس محکوم شدند.
این اتهام به‌دلیل مشارکت در ساخت موزیک‌ویدیو «با من برقص» با شعری از پویان مقدسی طرح شد.

### کارزار حق آواز زنان
فرآواز پس از خروج از ایران فعالیت‌های اجتماعی خود را در حوزه رفع تبعیض‌های جنسیتی در ایران با کارزار حق آواز زنان ایران آغاز کرد. و اکنون به‌عنوان سخنگوی کارزار حق آواز زنان ایران فعالیت دارد.

## ترانه‌شناسی

### آلبوم‌ها
در حال انجام...